# Miguel Mea Vitali
Miguel Ángel Mea Vitali (Caracas, Venezuela, 19 de febrero de 1981) es un exfutbolista venezolano que jugaba como centrocampista y su último equipo fue el Caracas Fútbol Club de la Primera División de Venezuela.
Actualmente es director deportivo en el Caracas Fútbol Club de la Primera División de Venezuela.

## Selección nacional
El 19 de mayo de 1999 debutó con La Vinotinto en un encuentro amistoso ante Ecuador con victoria 2-0.
Ha sido internacional con la Selección de fútbol de Venezuela en 84 partidos internacionales y ha marcado 1 gol.
Después de casi tres años sin entrar en una convocatoria, es convocado por César Farías para un amistoso contra Costa Rica. Además, es convocado junto a otros compañeros de club como Alan Liebeskind, Édgar Pérez Greco y Joel Cáceres.
Luego fue convocado para otros encuentros, e incluso le dieron la confianza para ser titular contra España, pero hizo un mal encuentro y no volvió a ser convocado.

## Clubes
| Club              | País          | Año       | PJ  | Goles |
| ----------------- | ------------- | --------- | --- | ----- |
| Caracas FC        | Venezuela     | 1999-2000 |     |       |
| UE Lleida         | España        | 2000-2001 | 15  | 0     |
| Caracas FC        | Venezuela     | 2002      |     |       |
| US Poggibonsi     | Italia        | 2002      | 0   | 0     |
| Chacarita Juniors | Argentina     | 2003      | 8   | 0     |
| Caracas FC        | Venezuela     | 2004      |     |       |
| SS Lazio          | Italia        | 2004      | 0   | 0     |
| AS Sora           | Italia        | 2005      | 6   | 0     |
| SS Lazio          | Italia        | 2005      | 0   | 0     |
| Levadiakos        | Grecia        | 2006      | 15  | 0     |
| U.A. Maracaibo    | Venezuela     | 2006-2008 | 69  | 6     |
| FC Vaduz          | Liechtenstein | 2008      | 18  | 0     |
| Aragua FC         | Venezuela     | 2009-2011 | 62  | 9     |
| ACD Lara          | Venezuela     | 2011-2014 | 92  | 10    |
| Caracas FC        | Venezuela     | 2014-2017 | 123 | 11    |

- Datos: Q2540113
- Multimedia: Miguel Mea Vitali / Q2540113